# Pietralunga
Pietralunga – miejscowość i gmina we Włoszech, w regionie Umbria, w prowincji Perugia.
Według danych na rok 2004 gminę zamieszkiwało 2339 osób, 16,7 os./km².